# Gli anni miei
Gli anni miei è il 17° album in studio di Pierangelo Bertoli, pubblicato nel 1993.

## Descrizione
Insieme al violinista Lucio Fabbri, Bertoli ha curato gli arrangiamenti dei tredici brani che compongono l'album spaziando dal blues, al rock, alla ballata popolare. I testi si inscrivono nella tradizione della canzone d'autore italiana secondo lo stile del cantautore, che costruisce le sue ballate a rime baciate, con ritornelli incisivi e cercando di coniugare profondità e chiarezza. I temi trattati vanno dal disorientamento esistenziale e civile nella società dei consumi (Bersagli mobili, Passeggeri clandestini) alla tragedia della guerra (Valzer lento) a situazioni di vita quotidiana presentate mediante ritratti incisivi ed ironici (Se tu fossi libera, La faccia di Angela).

## Tracce
1. Bersagli mobili – 3:43
2. Gli anni miei – 4:26
3. Ballata sul percorso – 4:12
4. Valzer lento – 3:28
5. Ho bisogno di te Maria – 4:33
6. Se tu fossi libera – 4:11
7. Navigatori – 4:17
8. Marisa ti sposa – 4:52
9. Passeggeri clandestini – 4:19
10. Il mio regalo – 4:52
11. La faccia di Angela – 3:31
12. Rottami – 3:49
13. Delta – 3:47

## Formazione
- Pierangelo Bertoli – voce
- Giorgio Buttazzo – chitarra, cori, basso
- Mark Harris – organo Hammond
- Faso – basso
- Lucio Fabbri – violino, cori, mandolino, tastiera, pianoforte, Fender Rhodes
- Rocco Tanica – pianoforte, Fender Rhodes
- Alessandro Simonetto – fisarmonica
- Celeste Frigo – programmazione
- Candelo Cabezas – percussioni
- Gigi Cappellotto – basso
- Lele Melotti – batteria
- Michelangelo Cagnetta – violino
- Luca Di Gioia – violino
- Edoardo De Angelis – violino
- Alberto Stagnoli – violino
- Paola Guerri – viola
- Emilio Eria – viola
- Marilena Pennati - violoncello
- Alberto Drufuca – violoncello
- Demo Morselli – tromba
- Mauro Parodi – trombone
- Feiez – sassofono tenore, cori, sassofono contralto, basso
- Claudio Pascoli – sassofono tenore, sassofono baritono
- Fabio Treves – armonica
- Paola Folli, Lalla Francia, Barbara Boffelli, Barbara Cappi, Marco Priori – cori